# جون تشارلز دونكان
جون تشارلز دونكان (بالإنجليزية: John Charles Duncan)‏ هو عالم فلك أمريكي، ولد في 8 فبراير 1882 في كنايتستاون في الولايات المتحدة، وتوفي في 10 سبتمبر 1967 في تشولا فيستا في الولايات المتحدة.